# Cantar de Roncesvalles
Il Cantar de Roncesvalles è un poema epico scritto in spagnolo medievale con tratti del navarro aragonese composto probabilmente tra il 1225 e il 1250.
Secondo gli studi di Ramón Menéndez Pidal era formato originariamente da 5.500 versi, ma ci è pervenuto un solo frammento di 100 versi.

## Tema
Come spiega lo stesso Menéndez Pidal, il Cantar de Roncesvalles tratta della conquista della Hispania da parte di Carlo Magno, eccetto Saragozza; ad accompagnarlo c'è Orlando, figliastro di Ganelón, che tradisce le truppe carolinge essendo alleato del re saraceno Marsino. Di ritorno dalla Francia, Carlo Magno mette Orlando a capo della retroguardia del suo esercito, che viene sorpreso dai mori a Roncisvalle, in una battaglia in cui intervengono diversi eroei. La temerarietà eroica di Orlando fa sì che i mori retrocedano; alla fine l'eroe riesce a tagliare un braccio a Marsino.
I saraceni riorganizzano le proprie file e lanciandosi contro i francesi, riescono man mano ad ucciderne un gran quantitativo. Cosciente della disfatta in corso, Orlando chiede aiuto a Carlomagno suonando la tromba; questi arriva e provoca la fuga dei mori, ma scopre la morte del suo eroe Orlando.

## Rapporto con l'epica francese
Il Cantar de Roncesvalles non è ispirato direttamente alla tradizione poetica francese della Chanson de Roland, data la presenza di elementi originali come la morte di Reinaldo, l'allusione al cammino di Santiago o i personaggi di Baldovino e Beltrano.
Si tratta dunque di uno sviluppo originale della materia epica della letteratura spagnola. Prendendo spunto dalla storia di Orlando, nella penisola iberica si è acquisito una personalità propria, distanziandosi così dalla tradizione gallo-romanica. La leggenda che ispirò il Cantar è probabilmente pervenuta tramite la Provenza nel XII secolo. L'indipendenza dalla tradizione è stata confermata dalla comparsa della Nota emilianense, una glossa del terzo quarto dell'XI secolo, che essendo anteriore a tutti gli altri poemi francesi, dà idea dell'antichità del poema.